# Norman Newell
Pour les articles homonymes, voir Newell.
Norman Newell, né le 25 janvier 1919 à Plaistow (aujourd'hui Grand Londres) et mort le 1er décembre 2004 à Rustington, est un producteur de musique et parolier britannique. Comme A&R chez EMI, il travaille avec de nombreux artistes tels John Barry, Shirley Bassey, Dalida, Claude François, Vera Lynn, Russ Conway, Bette Midler, Judy Garland, Petula Clark, Jake Thackray, Malcolm Roberts et Peter and Gordon. Emule de Stephen Sondheim, Newell est particulièrement connu pour ses enregistrements de concerts ou de comédies musicales donnés au West End. Il a reçu un Grammy Award pour la meilleure composition instrumentale, un Golden Globe de la meilleure chanson originale et trois Ivor Novello Awards.

## Récompenses
- 1963: Grammy Award de la meilleure composition instrumentale pour More (partagé avec Nino Oliviero et Riz Ortolani)
- 1966: Golden Globe de la meilleure chanson originale pour Forget Domani (partagé avec Riz Ortolani) ;